# Rondaman Siburegar
Rondaman Siburegar is een bestuurslaag in het regentschap Padang Lawas Utara van de provincie Noord-Sumatra, Indonesië. Rondaman Siburegar telt 565 inwoners (volkstelling 2010).